# Wellington (India)
Wellington (o Wellington Town) è una suddivisione dell'India, classificata come cantonment board, di 20.220 abitanti, situata nel distretto dei Nilgiri, nello stato federato del Tamil Nadu. In base al numero di abitanti la città rientra nella classe III (da 20.000 a 49.999 persone).

## Geografia fisica
La città è situata a 11° 22' 0 N e 76° 47' 60 E e ha un'altitudine di 1.854 m s.l.m..

## Società

### Evoluzione demografica
Al censimento del 2001 la popolazione di Wellington assommava a 20.220 persone, delle quali 10.972 maschi e 9.248 femmine. I bambini di età inferiore o uguale ai sei anni assommavano a 2.342, dei quali 1.180 maschi e 1.162 femmine. Infine, coloro che erano in grado di saper almeno leggere e scrivere erano 16.581, dei quali 9.522 maschi e 7.059 femmine.